# Nuoto ai XVII Giochi del Mediterraneo - 200 metri rana femminili
Le gare di nuoto nella categoria 200 metri rana femminile si sono tenute il 23 giugno 2013 al Yeni Olimpik Yüzme Havuzu di Mersin.

## Calendario
Fuso orario EET (UTC+3).
| Data      | Ora   | Turno    |
| --------- | ----- | -------- |
| 23 giugno | 10:02 | Batterie |
| 23 giugno | 18:36 | Finale   |

## Risultati
Le 13 atlete vengono inquadrate in due batterie rispettivamente da 6 e 7 nuotatrici ciascuna. Si qualificano alla finale i primi otto tempi.

### Batterie
| Pos. | Nome                    | Nazione  | Tempo   | Batt. | Corsia | Note |
| ---- | ----------------------- | -------- | ------- | ----- | ------ | ---- |
| 1    | Elisa Celli             | Italia   | 2'30"89 | 1     | 4      | Q    |
| 2    | Jèssica Vall Montero    | Spagna   | 2'31"20 | 1     | 3      | Q    |
| 3    | Dilara Buse Günaydın    | Turchia  | 2'32"40 | 1     | 5      | Q    |
| 4    | Giulia De Ascentis      | Italia   | 2'32"72 | 2     | 5      | Q    |
| 5    | Neža Marčun             | Slovenia | 2'32"94 | 1     | 2      | Q    |
| 6    | Coralie Dobral          | Francia  | 2'33"17 | 2     | 2      | Q    |
| 7    | Fanny Deberghes         | Francia  | 2'33"38 | 1     | 6      | Q    |
| 8    | Tanja Šmid              | Slovenia | 2'34"68 | 2     | 6      | Q    |
| 9    | Sarra Lajnef            | Tunisia  | 2'34"88 | 2     | 3      |      |
| 10   | Maria Georgia Michalaka | Grecia   | 2'36"87 | 2     | 7      |      |
| 11   | Mai Mostafa             | Egitto   | 2'39"87 | 1     | 7      |      |
| 12   | Melisa Emirbayer        | Turchia  | 2'43"39 | 2     | 1      |      |
| 13   | Sara El Bekri           | Marocco  | -       | 2     | 4      | DNS  |

### Finale
| Pos. | Atleta               | Nazionalità | Tempo   | Corsia |
| ---- | -------------------- | ----------- | ------- | ------ |
|      | Jèssica Vall Montero | Spagna      | 2'27"22 | 5      |
|      | Elisa Celli          | Italia      | 2'27"58 | 4      |
|      | Dilara Buse Günaydın | Turchia     | 2'28"20 | 3      |
| 4    | Giulia De Ascentis   | Italia      | 2'29"79 | 6      |
| 5    | Coralie Dobral       | Francia     | 2'30"76 | 7      |
| 6    | Fanny Deberghes      | Francia     | 2'32"72 | 1      |
| 7    | Neža Marčun          | Slovenia    | 2'33"57 | 2      |
| 8    | Tanja Šmid           | Slovenia    | 2'33"97 | 8      |